# Герс, Патрис
Патрис Герс (фр. Patrice Guers) — французский музыкант, бас-гитарист, участник итальянской пауэр-метал-группы Rhapsody of Fire.

## Биография
Патрис Герс родился 5 сентября 1969 года во французском городе Анси. Начал играть на бас-гитаре в 17 лет. В настоящее время также преподает игру на бас-гитаре в одной из престижнейших музыкальных школ Франции.

### Карьера в Rhapsody
Карьера в Rhapsody of Fire началась в 2002 году, во время Южноамериканского тура музыкантов. Патрис был приглашен как сессионный бас-гитарист по причине ухода Алессандро Лотты из группы. Через некоторое время он занял постоянное место в команде. C участием Патриса Rhapsody of Fire записали три студийных альбома:
- Symphony of Enchanted Lands II: The Dark Secret (2004)
- Triumph or Agony (как Rhapsody of Fire, 2006)
- The Frozen Tears of Angels (как Rhapsody of Fire, 2010)

Также с его участием были записаны синглы The Dark Secret (2004) и The Magic of the Wizard’s Dream (2005).

## Влияние и стиль
Патрис Герс является очень точным и техничным исполнителем басовых партий, широко используя такие техники, как слэп и тэппинг. Многих удивляет тот факт, что, играя на высоких скоростях, француз не использует медиатор.
Сам Герс говорит о том что на его игру оказали влияние такие известные коллективы, как AC/DC и The Beatles.